# Cristhian Cruz Sánchez
Christian Cruz Sánchez (7 de febrer de 1992) és un jugador d'escacs peruà, fill de Filemón Cruz Lima i germà de Jonathan Esteban Cruz Sánchez. El 2001 va obtenir el títol de Mestre Fide i el 2008 el de Mestre Internacional. El 2012 va aconseguir el títol de Gran Mestre Internacional.
A la llista d'Elo de la FIDE del març de 2022, hi tenia un Elo de 2581 punts, cosa que en feia el jugador número 3 (en actiu) del Perú. El seu màxim Elo va ser de 2581 punts, a la llista del setembre de 2020.

## Resultats destacats en competició
El 2006 fou campió de Catalunya d'escacs actius a la categoria Sub-14 i el 2007 a la categoria Sub-16.
El juny del 2009 fou segon a l'Obert de Santa Coloma de Queralt (el vencedor fou Ibraguim Khamrakúlov). L'agost del 2009 guanyà l'Obert de Badalona amb 7½ punts de 9, els mateixos punts que el segon classificat Kidambi Sundararajan. El 2009 fou campió de l'Obert Internacional "Stadium Casablanca", jugat a Saragossa. El juliol del 2011 fou tercer de l'Obert de Montcada (el campió fou Salvador Gabriel Del Río). El novembre del 2011 fou campió senior del XXV Torneig Diputació de Cáceres.
L'agost del 2013 fou campió de l'Obert de Barberà del Vallès amb 7½ punts de 9, mig punt per davant de Isan Reynaldo Ortiz Suárez. El 2013 fou subcampió del Circuit Català, per darrere de també peruà Jorge Cori. També el 2013 fou subcampió de l'Obert "Stadium Casablanca", per darrere de Fernando Peralta, i subcampió del Magistral d'Elgoibar (el campió fou Daniel Alsina). El juny del 2014 fou segon a l'Obert de Santa Coloma de Queralt (el vencedor fou José Ángel Guerra), i campió del Memorial Josep Lorente amb 8 punts de 9.
El juliol de 2016 fou campió de l'Obert d'actius Ciutat d'Olot destacat amb 8 punts de 9. L'agost de 2016 fou 1-6è (cinquè en el desempat) del XVIII Obert de Sants amb 8 punts de 10 empatat amb Ma Qun, Wan Yunguo, Jorge Cori, Krishnan Sasikiran i Jules Moussard.